# Rewey (Wisconsin)
Rewey es una villa ubicada en el condado de Iowa en el estado estadounidense de Wisconsin. En el Censo de 2010 tenía una población de 292 habitantes y una densidad poblacional de 225,94 personas por km².

## Geografía
Rewey se encuentra ubicada en las coordenadas 42°50′30″N 90°23′46″O / 42.84167, -90.39611. Según la Oficina del Censo de los Estados Unidos, Rewey tiene una superficie total de 1.29 km², de la cual 1.29 km² corresponden a tierra firme y (0%) 0 km² es agua.

## Demografía
Según el censo de 2010, había 292 personas residiendo en Rewey. La densidad de población era de 225,94 hab./km². De los 292 habitantes, Rewey estaba compuesto por el 99.66% blancos, el 0% eran afroamericanos, el 0.34% eran amerindios, el 0% eran asiáticos, el 0% eran isleños del Pacífico, el 0% eran de otras razas y el 0% pertenecían a dos o más razas. Del total de la población el 0% eran hispanos o latinos de cualquier raza.